# Festival de Cannes 1970
La vingt-troisième édition du Festival de Cannes a lieu du 2 au 16 mai 1970 et se déroule au Palais des Festivals dit Palais Croisette, 50 du boulevard de la Croisette. De 1964 à 1974, le Grand Prix du Festival international du Film est rétabli, la Palme d'or n'est plus décernée.

## Jurys

### Compétition
Le jury pour les longs métrages se compose comme suit :
- Président du jury : Miguel Ángel Asturias, écrivain
- Christine Gouze-Rénal, productrice
- Félicien Marceau, écrivain
- Guglielmo Biraghi, critique
- Karel Reisz, réalisateur
- Kirk Douglas, comédien
- Sergueï Obraztsov, réalisateur
- Vojtěch Jasný, réalisateur
- Volker Schlöndorff, réalisateur

### Courts métrages
Le jury pour les courts métrages se compose comme suit :
- Fred Orain, producteur
- Jerzy Plazewski, critique
- Vincio Delleani

## Sélections

### Sélection officielle

#### Compétition
La sélection officielle en compétition se compose de 25 films :
- Par un lien de boutons d'or (The Buttercup Chain) de Robert Ellis Miller
- Don Segundo Sombra de Manuel Antín
- Drame de la jalousie (Dramma della gelosia - tutti i particolari in cronaca) d'Ettore Scola
- La Terre (Al-Ard) de Youssef Chahine
- Élise ou la Vraie Vie de Michel Drach
- Harry Munter de Kjell Grede
- Le Rêveur (Ha-Timhoni) de Dan Wolman
- Hoa-Binh de Raoul Coutard
- Les Tulipes de Haarlem (I tulipani di Haarlem) de Franco Brusati
- Enquête sur un citoyen au-dessus de tout soupçon (Indagine su un cittadino al di sopra di ogni sospetto) d'Elio Petri
- Paysage après la bataille (Krajobraz po bitwie) de Andrzej Wajda
- Le Dernier Saut de Édouard Luntz
- Léo le dernier (Leo the Last) de John Boorman
- Les Choses de la vie de Claude Sautet
- MASH de Robert Altman
- Les Faucons (Magasiskola) d'István Gaál
- Malatesta de Peter Lilienthal
- Metello de Mauro Bolognini
- L'Aliéniste (Azyllo Muito Louco) de Nelson Pereira dos Santos
- Le Palais des anges (O Palácio dos Anjos) de Walter Hugo Khouri
- Le Fruit de paradis (Ovoce stromu rajských jíme) de Věra Chytilová
- Dis-moi que tu m'aimes, Junie Moon (Tell Me That You Love Me, Junie Moon) d'Otto Preminger
- Des fraises et du sang (The Strawberry Statement) de Stuart Hagmann
- Une si simple histoire d'Abdellatif Ben Ammar
- Vivent les nouveaux mariés ! (¡Vivan los novios!)  de Luis García Berlanga

#### Hors compétition
8 films sont présentés hors compétition :
- Le Bal du comte d'Orgel de Marc Allégret
- Le Territoire des autres de François Bel et Gérard Vienne, Michel Fano, Jacqueline Lecompte
- Mictlan, la demeure de ceux qui ne sont plus (Mictlan, la casa de los que ya no son) de Raúl Kamffer
- La Vierge et le Gitan (The Virgin and the Gypsy) de Christopher Miles
- On achève bien les chevaux (They Shoot Horses, Don't They?) de Sydney Pollack
- Tristana de Luis Buñuel
- Voyage chez les vivants de Henry Brandt
- Woodstock de Michael Wadleigh

### Quinzaine des réalisateurs

#### Longs métrages
La sélection officielle des longs métrages de la Quinzaine des réalisateurs se compose de 48 films.
- A Married Couple d'Allan King
- À nous deux France de Désiré Écaré
- Arthur Penn: Themes, Variants, Images and Words de Robert Hughes
- Les nains aussi ont commencé petits (Auch Zwerge haben klein angefangen) de Werner Herzog
- Monsieur Shome (Bhuvan Shome) de Mrinal Sen
- Salpêtre sanglant (Caliche sangrieto) de Helvio Soto
- Cowards de Simon Nuchtern
- Des Christs par milliers de Philippe Arthuys
- Détruisez-vous de Serge Bard
- Dieu existe tous les dimanches (Giv Gud en chance om søndagen) de Henrik Stangerup
- Don Giovanni de Carmelo Bene
- Eika Katappa de Werner Schroeter
- End of the Road d'Aram Avakian
- Entre tu et vous de Gilles Groulx
- Fuori campo de Peter Del Monte
- Les Cannibales (I cannibali) de Liliana Cavani
- James ou pas de Michel Soutter
- Janken de Lars Forsberg
- Jutrzenka de Jaime Camino
- L'Odyssée du général José (La odisea del General José) de Jorge Fraga
- L'Araignée d'eau de Jean-Daniel Verhaeghe
- L'Escadron Volapük de René Gilson
- L'Étrangleur de Paul Vecchiali
- L'Opium et le Bâton d'Ahmed Rachedi
- La Chambre blanche de Jean Pierre Lefebvre
- La hora de los ninos d'Arturo Ripstein
- Le Révélateur de Philippe Garrel
- Menottes (Lisice) de Krsto Papić
- Macunaïma de Joaquim Pedro de Andrade
- Il a tué sa famille et est allé au cinéma (Matou a Família e Foi ao Cinema) de Júlio Bressane
- Molo - La Jetée de Wojciech Solarz
- Mon amie Pierrette de Jean Pierre Lefebvre
- Les Héritiers (Os Herdeiros) de Carlos Diegues
- Othon de Jean-Marie Straub et Danièle Huillet
- Palaver d'Émile Degelin
- Paradise Now de Sheldon Rochlin
- Portrait de Jerome Hill
- Putney Swope de Robert Downey Sr.
- Q-Bec My Love de Jean Pierre Lefebvre
- Reason Over Passion de Joyce Wieland
- La Reconstitution (Reconstituirea) de Lucian Pintilie
- Right On de Herbert Danska
- Ruchome piaski de Wladislaw Slesicki
- School Play de Charles Rydell
- She de Bruce E. Meintjies
- Comme la nuit et le jour (Som natt och dag) de Jonas Cornell
- La Structure du cristal (Struktura krysztalu) de Krzysztof Zanussi
- Tendres Chasseurs (Ternos Caçadores) de Ruy Guerra

### Semaine de la critique
- Camarades de Marin Karmitz (France)
- Les Corneilles de Gohan Mihic et Ljubisa Kozomara (Yougoslavie)
- Éloge du chiac de Michel Brault (Canada)
- Ice de Robert Kramer (Etats-Unis)
- Kes de Ken Loach (Royaume-Uni)
- Misshandlingen de Lasse Forsberg (Suède)
- O cerco d'Antonio da Cunha Telles (Portugal)
- On voit bien que c’est pas toi de Christian Zarifian (France)
- Remparts d’argile de Jean-Louis Bertuccelli (France/Algérie)
- Soleil O de Med Hondo (Mauritanie/France)
- Les Voitures d’eau de Pierre Perrault (Canada)
- Warm in the Bud de Rudolph Caringi (Etats-Unis)

## Palmarès
- Palme d'or : MASH de Robert Altman
- Grand prix spécial du jury : Enquête sur un citoyen au-dessus de tout soupçon (Indagine su un cittadino al di sopra di ogni sospetto) d'Elio Petri
- Prix d'interprétation féminine : Ottavia Piccolo pour Metello de Mauro Bolognini
- Prix d'interprétation masculine : Marcello Mastroianni pour Drame de la jalousie (Dramma della gelosia - tutti i particolari in cronaca) d'Ettore Scola
- Prix de la mise en scène : John Boorman pour Léo le dernier (Leo the Last)
- Prix du jury : Les Faucons (Magasiskola) d'István Gaál et Des fraises et du sang  (The Strawberry Statement) de Stuart Hagmann
- Prix de la première œuvre : Hoa-Binh de Raoul Coutard
- Mention spéciale pour le court métrage : Et Salammbo ? de Jean-Pierre Richard